# Cinema Alhambra
|  | Per a altres significats, vegeu «Cine Alhambra (l'Hospitalet de Llobregat)». |

El cinema Alhambra és una sala de cinema de la Garriga (Vallès Oriental).
L'edifici que acull el cinema Alhambra, anomenat Casa Antoni Crous, es va construir l'any 1913 en estil modernista per l'arquitecte Josep Sala i Comas. Inicialment l'edifici va ser una sala de festes i cafeteria, va acollir orfeons i mítings polítics, balls i teatre. Les primeres projeccions cinematogràfiques daten de 1928, i ha funcionat com a cinema de forma virtualment ininterrompuda fins a l'actualitat (2023). Dirigit des de finals de la dècada dels anys 70 per Josep Maria Miró, avui dia és considerat un dels pocs cinemes de poble que queden a Catalunya. La programació l'Alhambra es caracteritza per estar especialitzada en cinema europeu i d'autor, i projecta sovint versions originals i cinema català. Disposa de més 800 butaques.
L'any 2014 va estar tancat deu mesos per reformes i la seva continuïtat va estar en perill. Gràcies a més d'un any de campanya (anomenada SOS Alhambra) i el suport de la societat civil, el cinema va aconseguir 55.000 euros per adaptar la sala a la normativa contra incendis i adquirir un projector digital, dos requeriments imprescindibles per complir la normativa actual i no haver de tancar. Per recaptar els diners necessaris, nombroses entitats, empreses, persones i partits polítics del poble i rodalia van apadrinar butaques per valor de 100€ a canvi de poder-hi inscriure el seu nom a la xapa del respatller.
El cinema Alhambra té associat un cineclub, anomenat Cineclub La Garriga.